# كونستانس غلوب
كونستانس غلوب (بالإنجليزية: Constance Glube)‏‏ (23 نوفمبر 1931 في أوتا - 15 فبراير 2016 في هاليفاكس) محامية، وقاضية من كندا.

## التعليم
تعلمت كونستانس غلوب في:
- جامعة مكغيل

## الجوائز
حصلت كونستانس غلوب على الجوائز الآتية:
- ضابط وسام كندا